# Championnat d'Angola féminin de football
Le championnat d'Angola féminin de football est une compétition angolaise de football féminin. Elle est organisée par la Fédération d'Angola de football.

## Histoire
Le football féminin de club se joue au niveau provincial en Agola lorsqu'en 1997 est organisée une édition test d'un championnat national, qui se conclut sur la victoire du Blocos FC en finale contre le Desportivo da Expresso sur le score de 2 buts à 1. Le championnat national ne revient qu'en 2005 ; le Progresso do Sambizanga remporte quatre titres consécutifs de 2005 à 2008.

## Palmarès
| Saison    | Champion                           | Vice-champion                    |
| --------- | ---------------------------------- | -------------------------------- |
| 1997      | Blocos FC                          | Desportivo da Expresso           |
| 1998-2004 | Compétition non disputée           | Compétition non disputée         |
| 2005      | Progresso Associação do Sambizanga | Amigas do Mártires de Kifangondo |
| 2006      | Progresso Associação do Sambizanga | Grupo Desportivo da Terra Nova   |
| 2007      | Progresso do Sambizanga            | Amigas do Primeiro de Agosto     |
| 2008      | Progresso do Sambizanga            | Grupo Desportivo Fagec           |
| 2023      | Carmona SC                         |                                  |
| 2024      | Desportivo 1º de Agosto            |                                  |